# Dagmar Liechti-von Brasch
Dagmar Alice Liechti-von Brasch (* 11. Oktober 1911 in Dorpat; † 23. Juli 1993 in Zürich) war eine Schweizer Ärztin und Ernährungsreformerin.

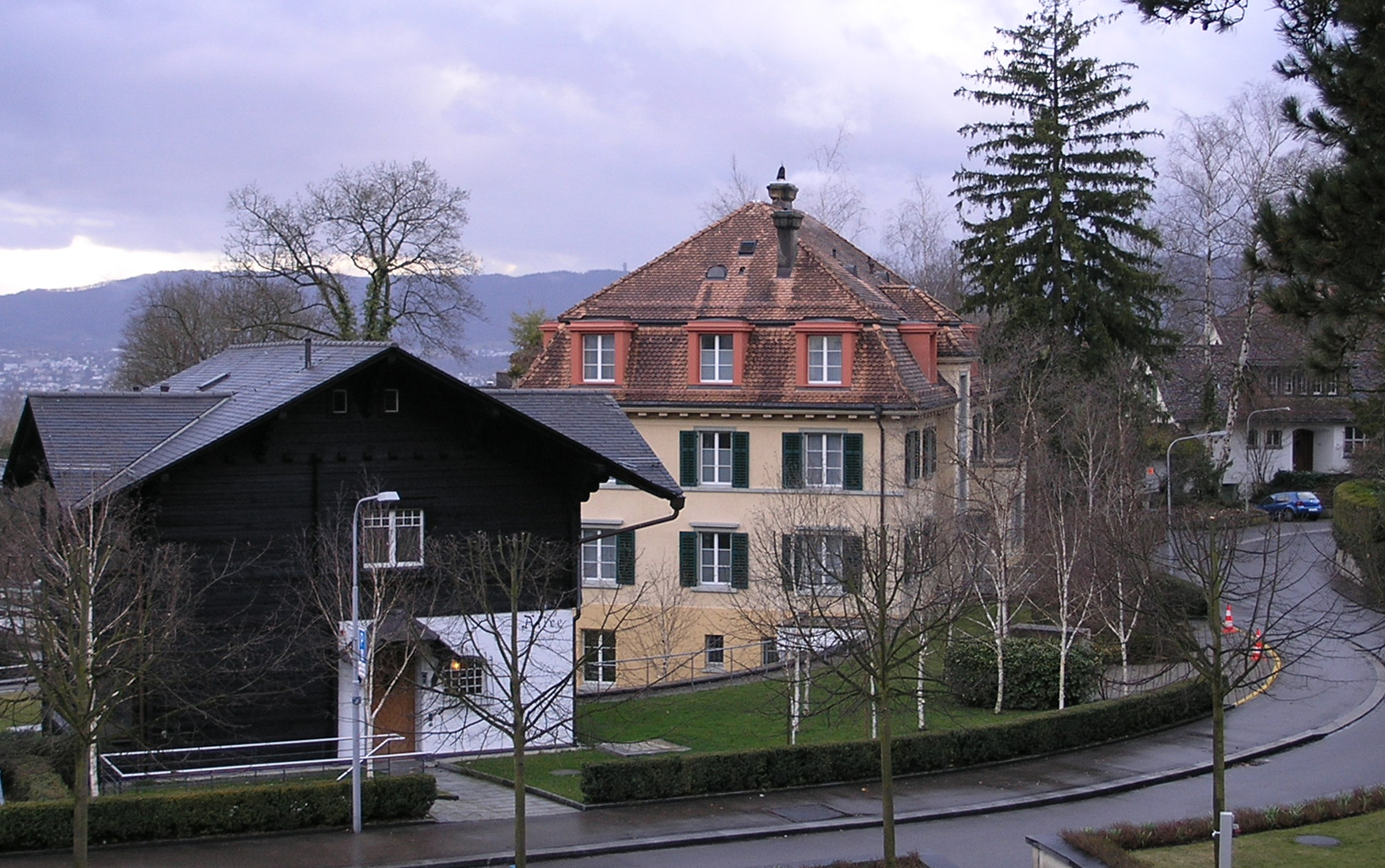
Sanatorium „Lebendige Kraft“ = „Bircher-Benner-Privatklinik“ = „Zurich Development Center“. Chalet „Alice“ (1906) und „Privathaus“ (1925 / 26).

## Leben und Werk
Dagmar Liechti-von Brasch wurde 1911 als Tochter des deutschbaltischen Gutsherrn Arved Karl Leon von Brasch (1881–1953) und der Aarauerin Hedwig Alice Bircher (1879–1916), Schwester von Maximilian Oskar Bircher-Benner, in Estland geboren. 
1916 starb die Mutter nach der Geburt des vierten Kindes an Lungenentzündung. Der Vater schickte seine drei ältesten Kinder, Elisabeth Heim-von Brasch (1907–1996), Arved Konrad von Brasch (1909–1943) und Dagmar in die Schweiz zur Familie des Onkels Maximilian Oskar Bircher-Benner. 1921 holte der Vater die Geschwister Elisabeth und Arved Konrad zurück; Dagmar blieb auf eigenen Wunsch in der Schweiz.
Sie studierte Medizin an der Universität Zürich und wurde dort 1938 zum Dr. med. promoviert. Ihr Buch zur natürlichen Geburt erschien 1942. In den Jahren 1947 bis 1980 war sie Chefärztin der Bircher-Benner-Privatklinik in Zürich. Ab 1953 wurde sie neben Ralph Bircher (1899–1990) Mitherausgeberin der Bircher-Benner-Hauszeitschrift Der Wendepunkt im Leben und Leiden.
1958 betreute sie an der Schweizerischen Ausstellung für Frauenarbeit (SAFFA) den Bereich «Schwangerschaft und Ernährung». Zusammen mit Werner Kollath, Karl Kötschau, Helmut Mommsen und anderen war sie Mitglied im wissenschaftlichen Beirat der 1954 von Hans Adalbert Schweigart gegründeten Internationalen Gesellschaft für Nahrungs- und Vitalstoff-Forschung.
Zur Klinikführung wie auch zur Arzt-Patient-Beziehung entwickelte sie ganzheitliche Ansätze. In ihrem Betonen der Bedeutung der Präsenz für die ärztliche Tätigkeit war sie von der indischen Philosophie inspiriert. Sie fand auf dem Friedhof Fluntern ihre letzte Ruhestätte.

## Schriften (Auswahl)
- Gesunde Schwangerschaft : Glückliche Geburt. Wendepunkt-Verlag, Zürich 1942.